# Război în bucătărie (film din 2001)
Război în bucătărie este un film românesc din 2001, regizat de Marius Theodor Barna după scenariul lui Răsvan Popescu. Rolurile principale sunt interpretate de actorii Gheorghe Dinică, Ovidiu Niculescu și Imola Kezdi. Filmul a fost realizat în 1998 într-o versiune pentru televiziune, el fiind extins cu cadre cu o durată totală de peste 25 de minute pentru a deveni o versiune cinematografică.

## Rezumat
La începutul anului 1990, în perioada conflictului interetnic româno-maghiar de la Târgu Mureș care a degenerat într-o serie de confruntări sângeroase care au avut loc în luna martie, un tânăr soldat român (Ovidiu Niculescu) fuge dintr-un TAB trimis să restabilească ordinea deoarece îi era frică să nu fie omorât de manifestanți. El dezertează și hoinărește pe câmp, mergând de-a lungul unei căi ferate. După ce se face noapte, obosit și înfrigurat, el se refugiază în grajdul unui canton feroviar, unde niciun tren nu oprește vreodată. În canton locuiau un bătrân cantonier ungur (Gheorghe Dinică) și fiica sa (Imola Kezdi). Soldatul fură cârnați și vin din magazia cantonului, potolindu-și foamea și setea. El are permanent coșmaruri legate de manifestațiile stradale din Târgu Mureș.
Într-o dimineață, fata îl găsește dormind în grajd. Soldatul încearcă să-i explice că el a fugit din armată, dar fata nu înțelege. Cu toate acestea, atunci când o patrulă militară condusă de un sergent (Viorel Comănici) sosește la canton în căutarea dezertorilor, ea nu-l dă de gol. La început, fata este speriată, dar apoi ea se îndrăgostește de tânărul soldat. Într-una din zile când cantonierul a plecat la oraș, fata îi aduce ceva de mâncare. Cei doi fac dragoste, iar ea îl învață câteva cuvinte ungurești. Soldatul își povestește prima relație sexuală. Întorcându-se mai devreme de la un chef, el își găsește tatăl (Virgil Andriescu) în pat cu secretara (Tora Vasilescu). Pentru a-l determina pe fiul său să nu spună nimănui ce a văzut, tatăl o convinge pe secretară să facă dragoste cu fiul lui.
Cantonierul sosește și-și surprinde fiica cu soldatul. El își scoate fata afară și începe să-l bată cu biciul pe soldat, care scoate mitraliera și amenință că-l face „sită”. Tânărul îi strigă cantonierului că nu-i va mai fura din alimente și nu-i va mai atinge fata, dar îl roagă să-l lase să doarmă în grajd pentru că nu are unde să se ducă. În noaptea următoare, după ce-și scoate animalele afară, cantonierul dă foc grajdului unde era închis soldatul și-l bate pe tânăr cu lanțul atunci când acesta reușește să iasă. În încăierare, soldatul îl lovește pe bătrân cu baioneta în burtă, rănindu-l grav.
Rămasă fără ajutor, fata îl introduce pe soldat în casă, iar cei doi trăiesc împreună. Ei se înțeleg la început mai mult prin semne, dar cu timpul fata învață românește. Bătrânul fiind rănit, tânărul trebuie să facă treburi gospodărești. Într-o dimineață, după ce își auzise fata făcând dragoste în noaptea trecută cu soldatul, bătrânul coboară din pat și încearcă să-l împuște pe tânăr cu mitraliera. Soldatul reușește să-l împingă pe cantonier și-l bate, iar apoi, temându-se de ostilitatea bătrânului tată, îl leagă pe cantonier cu lanțuri de propriul său pat. Fata suferă când vede aceasta, dar acceptă sacrificiul ca unica soluție pentru liniștirea bătrânului. Ea îi spune tatălui că-l iubește pe soldat și-l roagă să se împace cu el. Tânărul dezertor își dă foc la uniforma militară în curtea cantonierului ungur. 
Legat de pat, bătrânul cantonier refuză să mănânce, deși soldatul încearcă să-l hrănească cu forța. Nemulțumit de refuzul dârz al bătrânului de a mânca, dezertorul îi strigă nemulțumit acestuia: „Ce aperi tu? Amărâta asta de bucătărie?! Ce-ai cu mine, ce nu-ți place la mine? Uite, cu fiică-ta mă înțeleg perfect [...]. Trebuie să încăpem toți în bucătăria asta nenorocită”. Fata rămâne însărcinată, iar soldatul îi confecționează un sac de piept pentru viitorul copil. 
Fata își roagă tatăl să mănânce, dar acesta refuză. În acea noapte, bătrânul cantonier se hotărăște să renunțe la protest și mănâncă pe furiș. A doua zi dimineață, soldatul îl găsește pe bătrân mort, căzut din pat. Prima sa tendință este să fugă. În scena finală sunt prezentați pe banca din fața cantonului soldatul, fata cantonierului (devenită cantonieră) și băiatul celor doi.
În finalul filmului sunt prezentate câteva fragmente din raportul nefinalizat al comisiei asupra evenimentelor de la Târgu Mureș. Din acel raport rezultă că nu s-a înregistrat niciun caz de dezertare.

## Distribuție
- Gheorghe Dinică — cantonierul CFR
- Ovidiu Niculescu — soldatul dezertor
- Imola Kézdi — fata cantonierului (menționată Imola Kezdi)
- Virgil Andriescu — tatăl soldatului, un lider politic naționalist
- Tora Vasilescu — secretara și amanta tatălui
- Viorel Comănici — sergentul, comandantul patrulei militare
- Dan Tudor — comandantul unității militare însărcinate cu restabilirea ordinii
- Vasile Toma — soldat
- Gabriel Coveșeanu — soldat (menționat Gabriel Coveseanu)
- Șerban Pavlu — soldat
- Oana Fănică — Ema, iubita lui Adi
- Cătălin Dupu — Adi, prietenul soldatului
- Dana Teodorescu — o tânără de la petrecere
- Bogdan Dumitrescu — un tânăr de la petrecere

## Producție
Prozatorul și jurnalistul Răsvan Popescu, autor al scenariilor filmelor Prea târziu (1997) și Terminus Paradis (1998), a scris scenariul filmului Război în bucătărie, gândindu-se după propriile spuse „la Bosnia, la Kosovo, la ceea ce s-ar fi putut petrece dacă în martie 1990 scânteia de la Târgu-Mureș s-ar fi răspândit”. Scenariul său a fost prezentat la Festivalul Internațional de Televiziune de la Geneva în 1997, fiind distins cu o bursă europeană. Ulterior, Răsvan Popescu a publicat cartea Război în bucătărie (Ed. Paralela 45, Liga Pro Europa, 2001), 100 p.
Filmul urma a fi realizat inițial de regizorul Stere Gulea, dar în perioada discuțiilor între scenarist și regizor Gulea a fost numit director general al Televiziunii Române. Scenariul a fost achiziționat de Studioul de film al TVR, urmând să fie realizat un film de televiziune. În anul 1997, directorul TVR Cinema, regizorul Dan Necșulea, a contactat mai mulți regizori cărora le-a solicitat o opțiune regizorală asupra scenariului lui Răsvan Popescu. A fost ales ca regizor Marius Theodor Barna, a cărui concepție regizorală avea în centru „o poveste de dragoste pe un fundal de adversitate etnică, o poveste cu personaje puține (...)”. El scrisese cu mai mulți ani în urmă o proză intitulată Dragoste și ură, care trata o stare de conflict ale cărei energii ajungeau la paroxism.
În perioada pregătirii, regizorul Marius Barna a câștigat un concurs de debut pentru lung metraj cu un alt proiect: Față în față (după un scenariu propriu), el lucrând în paralel la ambele proiecte. Pentru căutarea actorilor ce urmau să joace în film, regizorul a călătorit de mai multe ori pe ruta Cluj – Oradea – Târgu-Mureș, descoperind-o astfel pe actrița Imola Kezdi. După ce a fost căutată timp de mai multe luni, distribuția a fost schimbată cu o săptămână înainte de filmare. A fost căutat mai multe luni un canton părăsit, optându-se în final pentru amenajarea celui descoperit în prima zi de prospecție împreună cu operatorul Doru Mitran.
Acest film a fost realizat cu susținerea Centrului Național al Cinematografiei. Filmările urmau să aibă loc vara, dar au fost realizate iarna. Timp de mai multe zile au fost filmate scene de exterior la o temperatură de aproape – 20˚C. Scenele de interior au fost filmate pe platou de operatorul Doru Mitran. El a fost lansat în 1998 ca film de televiziune.
Varianta cinematografică a filmului a necesitat adăugarea unor cadre cu o durată de peste 25 minute. Acele cadre au fost filmate pe platou la televiziune, după un an. Au fost introduse în film mai multe secvențe intercalate, fără ca să se observe diferențe deși trecuseră mai mult de 18 luni de la primul turnaj.  Filmul a fost transpus de pe 16 mm pe 35 mm de către firma Cine Pro Light. Pelicula Fuji în format 35 mm a fost prelucrată în Laboratorul de creație și prelucrare a peliculei S.C. Rofilm S.A. Regizorul s-a declarat nemulțumit că Oficiul Național al Cinematografiei a tăiat din deviz copia subtitrată în limba engleză. Versiunea finală mai amplă realizată pentru marele ecran a fost finalizată în noiembrie 1999, dar lansarea ei a avut loc abia la 13 aprilie 2001. 
La realizarea acestui film au fost folosite imagini din Arhiva Televiziunii Române. Pe genericul de final sunt aduse mulțumiri Ministerului Transportului și Stației CFR București-Sud.

## Recepție
Filmul Război în bucătărie a fost vizionat de 1.401 spectatori la cinematografele din România, după cum atestă o situație a numărului de spectatori înregistrat de filmele românești de la data premierei și până la data de 31.12.2007 alcătuită de Centrul Național al Cinematografiei. 
Filmul a fost selectat pentru a participa la festivalurile de film de la Sarajevo (2001), Albena și Sofia (2002), fără a obține însă vreun premiu.
Criticul Tudor Caranfil nu a dat filmului nicio stea și a făcut următorul comentariu: „Zguduit de sălbăticia conflictului etnic din 1990 de la Tg. Mureș, un soldat dezertează refugiindu-se la limanul unei „insule-canton”, în care nici un tren nu mai oprește. Acolo își duc traiul, în pustietate, doar un acar ungur și fiica sa. Fata îi dă, intrusului, întâi o pâine, apoi tot ce mai avea de oferit. Când tatăl „are obiecții”, tânărul îl cinstește cu un cuțit în spate proclamând: „Vreți să-mi mâncați ficații? Vi-i mânânc eu pe-ai voștri, separatiști împuțiți!” Cum se vede, „filmul de iubire” s-a convertit subit în thriller politic, orientându-se după cotele market-ului european așa cum le intuiau preferințele autorii. Filmul, defăimător sub aspectul ideilor și primitiv sub cel al limbajului, a fost finanțat de TVR sub direcția regizorului Stere Gulea. Deși fusese difuzat, deja, pe micile ecrane, o comisie prezidată de Sergiu Nicolaescu, la ONC, i-a aprobat gonflarea pe 35 mm, după ce scenaristul devenise purtător de cuvânt al președintelui Constantinescu. A realizat, în săli, aproape o sută de locuri solicitate în toată țara! Dar a prilejuit și debutul notabil al unei tinere și frumoase actrițe: Imola Kezdi.”
Jurnalistul Marius Chivu considera că filmul „abordează curajos tema conflictului etnic și a naționalismului într-un crescendo bine susținut epic care relevează zguduitor terifianta psihoză a atitudinii șoviniste dusă până la extrema dezumanizare”. El laudă simplitatea scenariului, care face ca povestea să devină veridică. Conflictul interetnic evoluează lent „din spațiul public în cel privat, din mijlocul încleștărilor stradale în gospodărie, în bucătărie. Drama astfel concentrată este redusă la esență. (...) Povestea este, în fond, un mesaj. Avertizează, face un apel estetic la luciditate, la a nu lăsa cu nici un chip nesupravegheat virusul teribil al intoleranței etnice. Granița dintre cele două atitudini este, până la urmă, extrem de fragilă. Bătrânul cantonier moare în noaptea în care se hotărăște să renunțe la protestul absurd și să mănânce. Prea târziu, răul fusese deja făcut.”.